# Klikatsj
Klikatsj (Bulgaars: Кликач) is een dorp in het noordoosten van Bulgarije. Het is gelegen in de gemeente Karnobat, oblast Boergas. Hemelsbreed ligt het dorp op ongeveer 40 km afstand van de stad Boergas en 305 km ten oosten van de hoofdstad Sofia.

## Bevolking
In de eerste volkstelling van 1934 registreerde het dorp 709 inwoners. De afgelopen eeuw is het inwonersaantal relatief stabiel gebleven. Op 31 december 2019 telde het dorp 735 inwoners.
Van de 767 inwoners reageerden er 666 op de optionele volkstelling van 2011. Van deze 666 respondenten identificeerden 508 personen zichzelf als Bulgaarse Turken (76%), gevolgd door 76 etnische Bulgaren (11%) en 82 ondefinieerbare respondenten (13%).
Van de 767 inwoners in februari 2011 werden geteld, waren er 127 jonger dan 15 jaar oud (16,6%), gevolgd door 536 personen tussen de 15-64 jaar oud (69,9%) en 104 personen van 65 jaar of ouder (13,6%).